# Südmüritz
Südmüritz è un comune del Meclemburgo-Pomerania Anteriore, in Germania.
Appartiene al circondario della Terra dei Laghi del Meclemburgo ed è parte della comunità amministrativa (Amt) di Röbel-Müritz.
Il comune è stato costituito il 26 maggio del 2019 dall'unione dei soppressi comuni di Ludorf e Vipperow.